# 安茂里站
安茂里站（日语：／ Amori eki */?）是位於日本長野縣長野市大字安茂里的東日本旅客鐵道（JR東日本）信越本線鐵路車站。

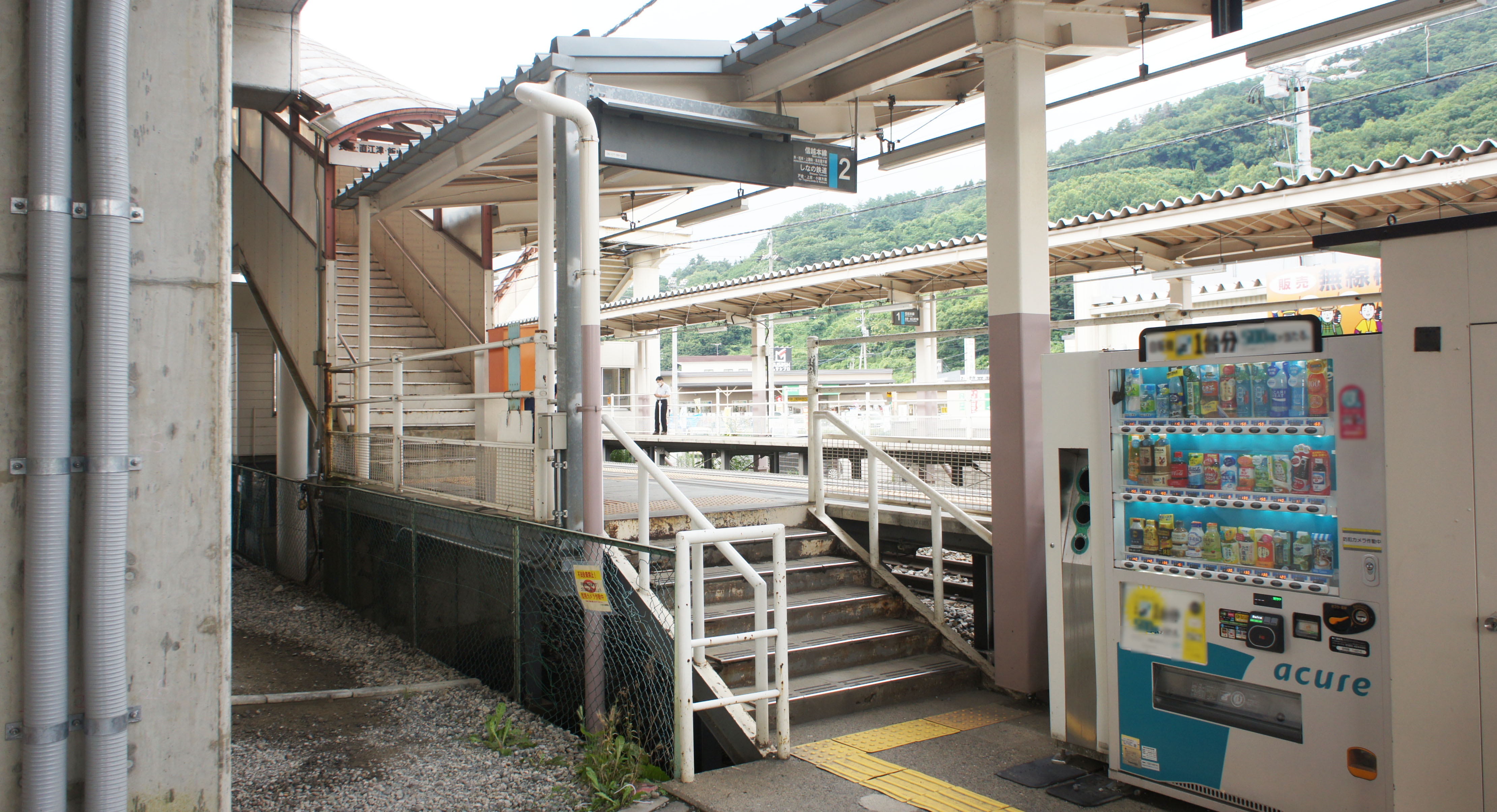
上行線出入口（2021年7月）

## 車站結構

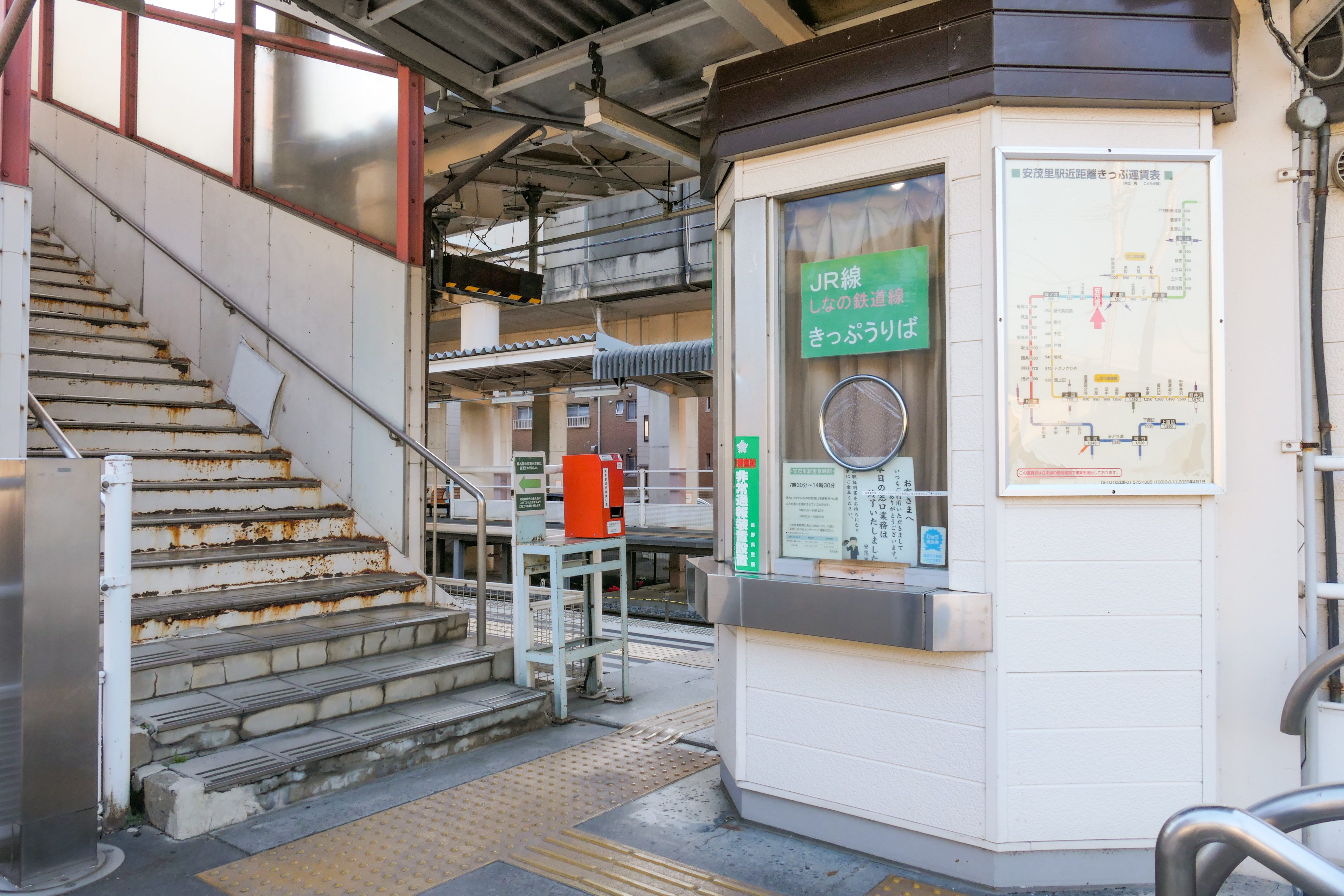
檢票口（2021年10月）

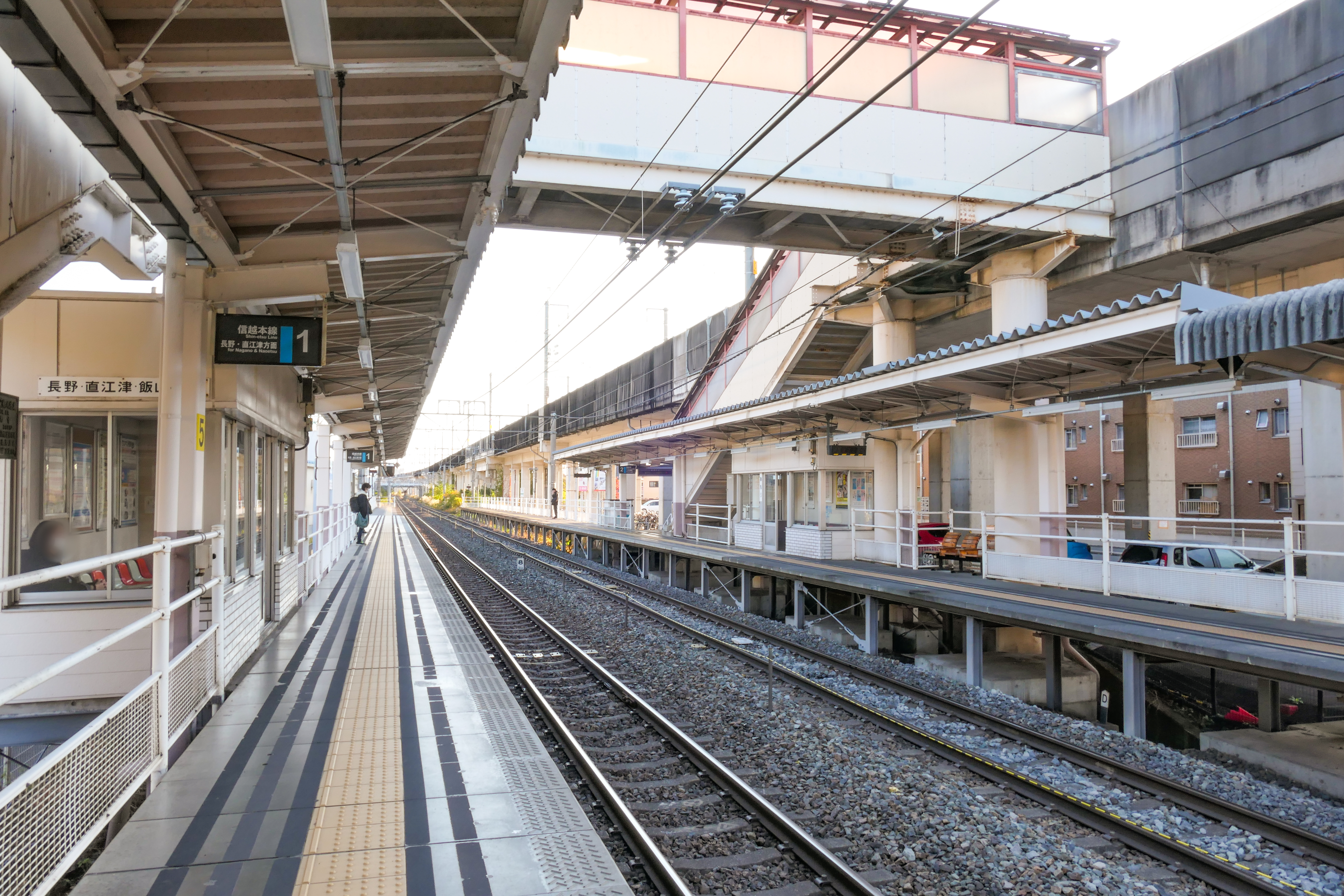
月台（2021年10月）

對向式月台2面2線的地面車站。設有跨線橋。

### 月台配置
| 月台 | 路線                 | 方向 | 目的地                   |
| ---- | -------------------- | ---- | ------------------------ |
| 1    | ■信越本線            | 下行 | 長野方向                 |
| 2    | ■信越本線、■篠之井線 | 上行 | 篠之井、松本、上諏訪方向 |
| 2    | 直通■信濃鐵道線      | 上行 | 戶倉、上田、小諸方向     |

## 車站周邊
- 長野縣長野工業高等學校
- 犀川
- 八十二銀行安茂里支店
- Culture Convenience Club長野安茂里店
- 摩斯汉堡安茂里店

## 历史
- 1985年（昭和60年）3月14日：開業。
- 1987年（昭和62年）4月1日：国铁分割民营化，成为东日本旅客铁道的一个车站。

## 相鄰車站
東日本旅客鐵道
■信越本線
□快速「信濃日出」、□快速「信濃日落」、□快速
通過
■普通（包括「水篶」）
川中島－安茂里－長野